# Anne Knutsdatter
Anne Knutsdatter, död 1594, var en norsk botare. 
Hon utvisades 1584 från Stavanger efter att ha läst trollformler. Hon greps 1594 för att ha läst trollformler över Magdalena Henrik Murmesters, som sedan blivit sjuk. 